# Романчук Роман Миколайович
Роман Миколайович Романчук (нар. 19 серпня 1986, Ковель) — український футболіст, півзахисник.

## Біографія
Вихованець ДЮСШ Ковель. Перший тренер — М. В. Лис.
Грав за «Сокіл» Бережани і «Рось» Біла Церква, після чого перебрався в Прибалтику де грав за латвійську «Віндаву» (Вентспілс) та литовський «Жальгіріс». Влітку 2009 року перейшов в тернопільську «Ниву», але дуже швидко повернувся в «Жальгіріс».
На початку 2011 року став півзахисником узбецької «Бухари», за яку провів 26 матчів в чемпіонаті.
З літа і до кінця 2012 року виступав за алчевську «Сталь».